# Europeiska inomhusmästerskapen i friidrott 2023
Europeiska inomhusmästerskapen i friidrott 2023 arrangerades mellan den 2 och 5 mars 2023 i Istanbul i Turkiet. Det var den 37:e upplagan av inomhus-EM.

## Resultat

### Damer
| Tävling                       | Guld                                                                    | Guld               | Silver                                                                     | Silver       | Brons                                                                            | Brons        |
| ----------------------------- | ----------------------------------------------------------------------- | ------------------ | -------------------------------------------------------------------------- | ------------ | -------------------------------------------------------------------------------- | ------------ |
| Löpgrenar                     |                                                                         |                    |                                                                            |              |                                                                                  |              |
| 60 meter Detaljer...          | Mujinga Kambundji Schweiz                                               | 7,00 0=MR0         | Ewa Swoboda Polen                                                          | 7,09 0=SB0   | Daryll Neita Storbritannien                                                      | 7,12         |
| 400 meter Detaljer...         | Femke Bol Nederländerna                                                 | 49,85              | Lieke Klaver Nederländerna                                                 | 50,57        | Anna Kiełbasińska Polen                                                          | 51,25 0SB0   |
| 800 meter Detaljer...         | Keely Hodgkinson Storbritannien                                         | 1.58,66            | Anita Horvat Slovenien                                                     | 2.00,54      | Agnès Raharolahy Frankrike                                                       | 2.00,85      |
| 1 500 meter Detaljer...       | Laura Muir Storbritannien                                               | 4.03,40            | Claudia Bobocea Rumänien                                                   | 4.03,76 0PB0 | Sofia Ennaoui Polen                                                              | 4.04,06 0PB0 |
| 3 000 meter Detaljer...       | Hanna Klein Tyskland                                                    | 8.35,87 0PB0       | Konstanze Klosterhalfen Tyskland                                           | 8.36,50      | Melissa Courtney-Bryant Storbritannien                                           | 8.41,19      |
| 60 meter häck Detaljer...     | Reetta Hurske Finland                                                   | 7,79 0=NR0         | Nadine Visser Nederländerna                                                | 7,84 0SB0    | Ditaji Kambundji Schweiz                                                         | 7,91         |
| 4 × 400 m stafett Detaljer... | Nederländerna Lieke Klaver Eveline Saalberg Cathelijn Peeters Femke Bol | 3.25,66 0MR0, 0NR0 | Italien Alice Mangione Ayomide Folorunso Anna Polinari Eleonora Marchiando | 3.28,61 0NR0 | Polen Anna Kiełbasińska Marika Popowicz-Drapała Alicja Wrona-Kutrzepa Anna Pałys | 3.29,31 0SB0 |
| Hoppgrenar                    |                                                                         |                    |                                                                            |              |                                                                                  |              |
| Höjdhopp Detaljer...          | Jaroslava Mahutjich Ukraina                                             | 1,98               | Britt Weerman Nederländerna                                                | 1,96 0=NR0   | Kateryna Tabasjnyk Ukraina                                                       | 1,94         |
| Stavhopp Detaljer...          | Wilma Murto Finland                                                     | 4,80 0NR0          | Tina Šutej Slovenien                                                       | 4,75         | Amálie Švábíková Tjeckien                                                        | 4,70         |
| Längdhopp Detaljer...         | Jazmin Sawyers Storbritannien                                           | 7,00 0VB0          | Larissa Iapichino Italien                                                  | 6,97 0NR0    | Ivana Vuleta Serbien                                                             | 6,91         |
| Tresteg Detaljer...           | Tuğba Danışmaz Turkiet                                                  | 14,31 0NR0         | Dariya Derkach Italien                                                     | 14,20        | Patrícia Mamona Portugal                                                         | 14,16        |
| Kastgrenar                    |                                                                         |                    |                                                                            |              |                                                                                  |              |
| Kulstötning Detaljer...       | Auriol Dongmo Portugal                                                  | 19,76 EL           | Sara Gambetta Tyskland                                                     | 18,83 0SB0   | Fanny Roos Sverige                                                               | 18,42        |
| Kombination                   |                                                                         |                    |                                                                            |              |                                                                                  |              |
| Femkamp Detaljer...           | Nafissatou Thiam Belgien                                                | 5 055 0VR0         | Adrianna Sułek Polen                                                       | 5 014 0NR0   | Noor Vidts Belgien                                                               | 4 823 0SB0   |

### Herrar
| Tävling                       | Guld                                                           | Guld             | Silver                                                                     | Silver       | Brons                                                                           | Brons          |
| ----------------------------- | -------------------------------------------------------------- | ---------------- | -------------------------------------------------------------------------- | ------------ | ------------------------------------------------------------------------------- | -------------- |
| Löpgrenar                     |                                                                |                  |                                                                            |              |                                                                                 |                |
| 60 meter Detaljer...          | Samuele Ceccarelli Italien                                     | 6,48             | Marcell Jacobs Italien                                                     | 6,50 0SB0    | Henrik Larsson Sverige                                                          | 6,53 0NR0      |
| 400 meter Detaljer...         | Karsten Warholm Norge                                          | 45,35            | Julien Watrin Belgien                                                      | 45,44 0NR0   | Carl Bengtström Sverige                                                         | 45,77          |
| 800 meter Detaljer...         | Adrián Ben Spanien                                             | 1.47,34          | Benjamin Robert Frankrike                                                  | 1.47,34      | Eliott Crestan Belgien                                                          | 1.47,65        |
| 1 500 meter Detaljer...       | Jakob Ingebrigtsen Norge                                       | 3.33,95 0MR0     | Neil Gourley Storbritannien                                                | 3.34,23      | Azeddine Habz Frankrike                                                         | 3.35,39        |
| 3 000 meter Detaljer...       | Jakob Ingebrigtsen Norge                                       | 7.40,32 0NR0     | Adel Mechaal Spanien                                                       | 7.41,75 0SB0 | Elzan Bibić Serbien                                                             | 7.44,03        |
| 60 meter häck Detaljer...     | Jason Joseph Schweiz                                           | 7,41 EL          | Jakub Szymański Polen                                                      | 7,56         | Just Kwaou-Mathey Frankrike                                                     | 7,59           |
| 4 × 400 m stafett Detaljer... | Belgien Dylan Borlée Alexander Doom Kevin Borlée Julien Watrin | 3.05,83 EL       | Frankrike Gilles Biron Téo Andant Victor Coroller Muhammad Abdallah Kounta | 3.06,52 0SB0 | Nederländerna Isayah Boers Isaya Klein Ikkink Ramsey Angela Liemarvin Bonevacia | 3.06,59 0SB0   |
| Hoppgrenar                    |                                                                |                  |                                                                            |              |                                                                                 |                |
| Höjdhopp Detaljer...          | Douwe Amels Nederländerna                                      | 2,31 0=NR0       | Andrij Protsenko Ukraina                                                   | 2,29         | Thomas Carmoy Belgien                                                           | 2,29 0PB0      |
| Stavhopp Detaljer...          | Sondre Guttormsen Norge                                        | 5,80             | Emmanouil Karalis Grekland Piotr Lisek Polen 0SB0                          | 5,80         | Ingen medaljör                                                                  | Ingen medaljör |
| Längdhopp Detaljer...         | Miltiadis Tentoglou Grekland                                   | 8,30             | Thobias Montler Sverige                                                    | 8,19 0SB0    | Gabriel Bitan Rumänien                                                          | 8,00           |
| Tresteg Detaljer...           | Pedro Pichardo Portugal                                        | 17,60 0VB0, 0NR0 | Nikolaos Andrikopoulos Grekland                                            | 16,58 0SB0   | Max Heß Tyskland                                                                | 16,57          |
| Kastgrenar                    |                                                                |                  |                                                                            |              |                                                                                 |                |
| Kulstötning Detaljer...       | Zane Weir Italien                                              | 22,06 EL, 0NR0   | Tomáš Staněk Tjeckien                                                      | 21,90 0SB0   | Roman Kokosjko Ukraina                                                          | 21,84 0NR0     |
| Kombination                   |                                                                |                  |                                                                            |              |                                                                                 |                |
| Sjukamp Detaljer...           | Kevin Mayer Frankrike                                          | 6 348 EL         | Sander Skotheim Norge                                                      | 6 318 0NR0   | Risto Lillemets Estland                                                         | 6 079 0SB0     |

## Medaljtabell
*   Värdland ( Turkiet)
| Nr                   | Nation               | Guld | Silver | Brons | Totalt |
| -------------------- | -------------------- | ---- | ------ | ----- | ------ |
| 1                    | Norge                | 4    | 1      | 0     | 5      |
| 2                    | Nederländerna        | 3    | 3      | 1     | 7      |
| 3                    | Storbritannien       | 3    | 1      | 2     | 6      |
| 4                    | Italien              | 2    | 4      | 0     | 6      |
| 5                    | Belgien              | 2    | 1      | 3     | 6      |
| 6                    | Portugal             | 2    | 0      | 1     | 3      |
| 6                    | Schweiz              | 2    | 0      | 1     | 3      |
| 8                    | Finland              | 2    | 0      | 0     | 2      |
| 9                    | Frankrike            | 1    | 2      | 3     | 6      |
| 10                   | Tyskland             | 1    | 2      | 1     | 4      |
| 11                   | Grekland             | 1    | 2      | 0     | 3      |
| 12                   | Ukraina              | 1    | 1      | 2     | 4      |
| 13                   | Spanien              | 1    | 1      | 0     | 2      |
| 14                   | Turkiet*             | 1    | 0      | 0     | 1      |
| 15                   | Polen                | 0    | 4      | 3     | 7      |
| 16                   | Slovenien            | 0    | 2      | 0     | 2      |
| 17                   | Sverige              | 0    | 1      | 3     | 4      |
| 18                   | Rumänien             | 0    | 1      | 1     | 2      |
| 18                   | Tjeckien             | 0    | 1      | 1     | 2      |
| 20                   | Serbien              | 0    | 0      | 2     | 2      |
| 21                   | Estland              | 0    | 0      | 1     | 1      |
| Totalt (21 nationer) | Totalt (21 nationer) | 26   | 27     | 25    | 78     |